# Дифракційне дзеркало Френеля
Дифракційне дзеркало Френеля (англ. Fresnel diffraction mirror) — різновид дифракційної решітки (або атомарного дзеркала), розроблений для дослідження нейтральних часток, наприклад, атомів, з метою зменшення притягання часток до поверхні та збільшення відбиття від неї за допомогою спеціальних гострих та вузьких виступів (англ. narrow ridges).

## Відбивальна здатність атомних дзеркал
На сьогодні[коли?] в літературі існують різні оцінки ефективності квантового відбиття хвиль від дифракційних дзеркал. Проте всі ці оцінки базуються на корпускулярно-хвильовому дуалізмі де Бройля, що враховує хвильові властивості відбитих атомів.

### Масштабування сил Ван дер Ваальса
Гострі виступи на поверхні атомного дзеркала підсилюють квантове відбиття від поверхні, зменшуючи ефективну константу {\displaystyle ~C~} сил притягання атомів до поверхні. Ця інтерпретація приводить до наступної оцінки для відбивання:
{\displaystyle \displaystyle r\approx r_{0}\!\left({\frac {\ell }{L}}C,\!~K\sin(\theta )\right)},
де {\displaystyle ~\ell ~} — ширина виступів (ridges), {\displaystyle ~L~} — відстань між виступами, {\displaystyle \displaystyle ~\theta ~} — кут «ковзання», а {\displaystyle ~K=mV/\hbar ~} — хвильове число та {\displaystyle ~r_{0}(C,k)~} — коефіцієнт відбиття атомів з хвилевими числами {\displaystyle ~k~} від плоскої поверхні в нормальних умовах. Подібна оцінка передбачує підсилення відбиваності збільшення періоду {\displaystyle ~L~}; ця оцінка є дійсна при {\displaystyle KL\!~\theta ^{2}\ll 1} разом з підгоночним радіусом {\displaystyle ~r_{0}~}.

### Інтерпретація як квантового ефекту Зенона
Для вузьких виступів з великим періодом {\displaystyle L} вони частково блокують хвильовий фронт. Потім все це може бути інтерпретовано в рамках дифракції Френеля хвиль де Бройля, або квантового ефекта Зенона;. Подібна інтерпретація приводить до оцінки відбиваності:
{\displaystyle ~\displaystyle r\approx \exp \!\left(-{\sqrt {8\!~K\!~L}}~\theta \right)~},
де ковзний кут {\displaystyle \displaystyle ~\theta ~} припускається малою величиною. Ця оцінка передбачує підсилення відбиваності при зменшенні періоду {\displaystyle ~L~}. Вона також вимагає, щоб {\displaystyle ~\ell /L\ll 1~}.

### Фундаментальні межі
Для ефективних атомних дзеркал обидві оцінки передбачують високу відбиваність. Це передбачує зменшення обох величин, ширини {\displaystyle \ell } виступів та періоду {\displaystyle L}. Ширина виступів не може бути меншою ніж розміри атомів, що встановлює межу для спостережної картини атомних дзеркал.

## Використання атомних дзеркал
Атомні дзеркала ще не комерціоналізовані, проте певні успіхи вже наявні і варті уваги. Відбивність атомних дзеркал може бути на порядки більшою від звичайної плоскої поверхні. Використання атомного дзеркала як атомної голограми може бути продемонстрована.
В роботі Шімузу та Фуджіта атомна голографія досягається через електроди, імплантовані в SiN4 плівку через атомне дзеркало або як атомне дзеркало саме по собі. Атомні дзеркала можуть також відбивати видиме світло; проте для хвиль світла спостережна картина не краща, ніж для звичайної плоскої поверхні. Також запропоновано використання еліптичного атомного дзеркала для фокусування елементів для атомної оптичної системи із субмікронною роздільною здатністю.